# Dobronak község
Dobronak község (szlovén nyelven Občina Dobrovnik) Szlovénia 219 alapfokú közigazgatási egységének, azaz községének egyike, központja Dobronak.
Ez a község azon kettő egyike Szlovéniában, amelynek magyar többségű lakossága van; a másik Őrihodos. A községhez Dobronak mellett még Őrszentvid (Strehovci) és Zsitkóc (Žitkovci) települések tartoznak.

## A község települései
- Lendvavásárhely
- Őrszentvid
- Zsitkóc

## Lakosságának összetétele
Lakosság anyanyelv szerint, 2002-es népszámlálás
magyar 675 (51,6%)
szlovén 551 (44,6%)
egyéb  71 (5,43%)
Összesen  1307

## Népesség
| Lakosok száma | 1361 | 1334 | 1344 | 1338 | 1287 | 1273 | 1266 | 1282 | 1287 | 1273 |
|               | 2008 | 2009 | 2011 | 2012 | 2013 | 2015 | 2016 | 2017 | 2019 | 2020 |